# Hyptec
Hyptec (кит. 昊铂; пиньинь Hàobó) — премиальное подразделение китайской компании GAC Aion по производству электромобилей. Основано в 2022 году под названием Hyper, прежде чем было переименовано в 2024 году. Название Hyptec произошло от сочетания слов «гипер» (англ. «hyper») и «технология» (англ. «technology»).

## История
В сентябре 2022 года компания GAC Aion объявила о своих планах по расширению портфолио за счёт нового бренда под названием Hyper. Бренд был создан в целях заполнения ниши более дорогих, технически совершенных и дорогих электрокаров.
Первая модель — гиперкар Hyper SSR. Производство данной модели началось в октябре 2023 года. В 2023 году в модельный ряд Hyper была добавлена вторая модель — седан Hyper GT, который впервые был представлен в декабре 2022 года на фотографиях и поступил в продажу в июле 2023 года. В октябре того же года дебютировал среднеразмерный купеобразный внедорожник Hyper HT, продажи которого стартовали в ноябре 2023 года на внутреннем рынке Китая. В августе 2024 года название бренда было изменено с Hyper на Hyptec.

## Модельный ряд
- Hyper SSR
- Hyptec GT
- Hyptec HT
- Hyptec HL

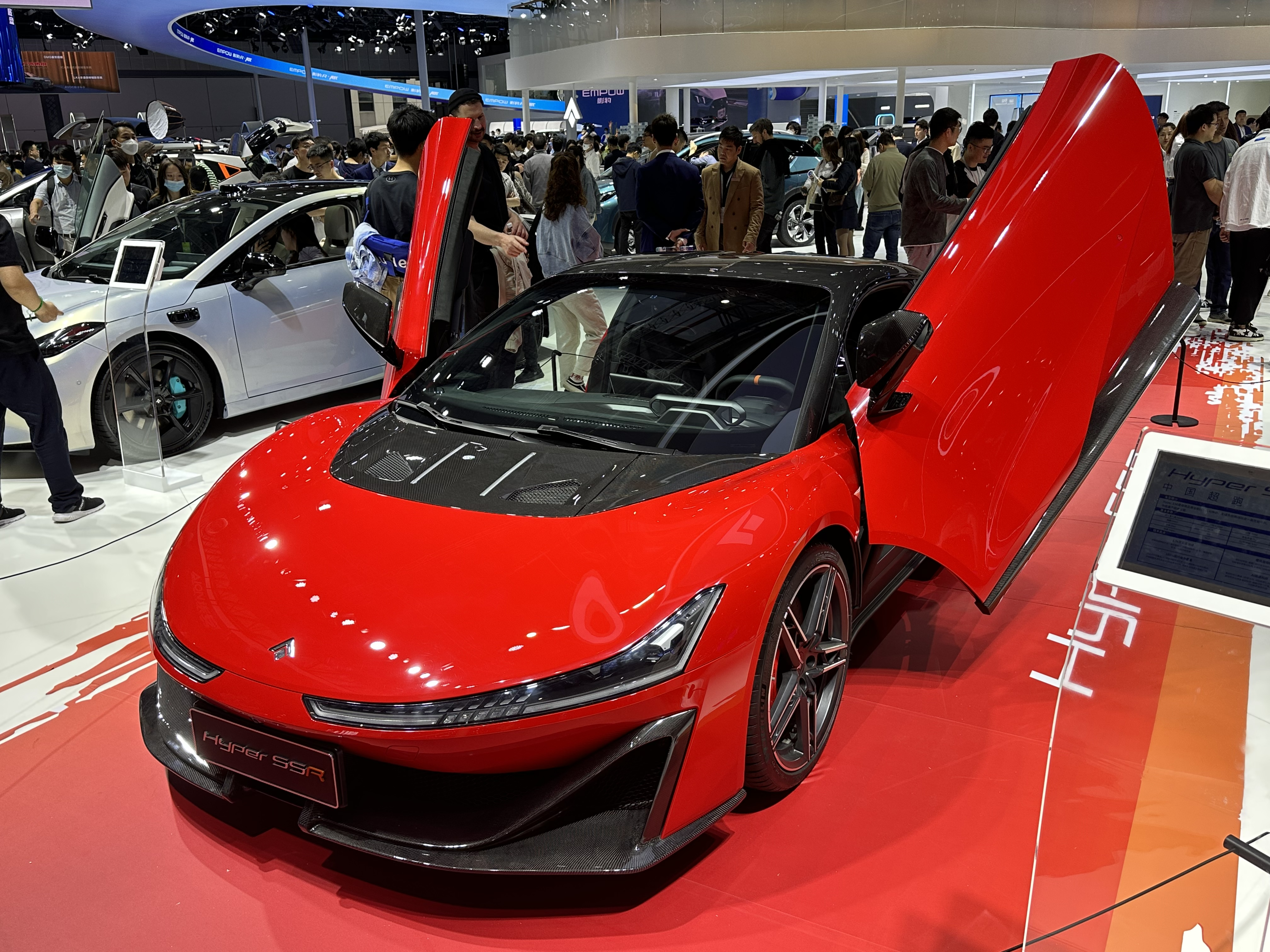
Hyptec SSR
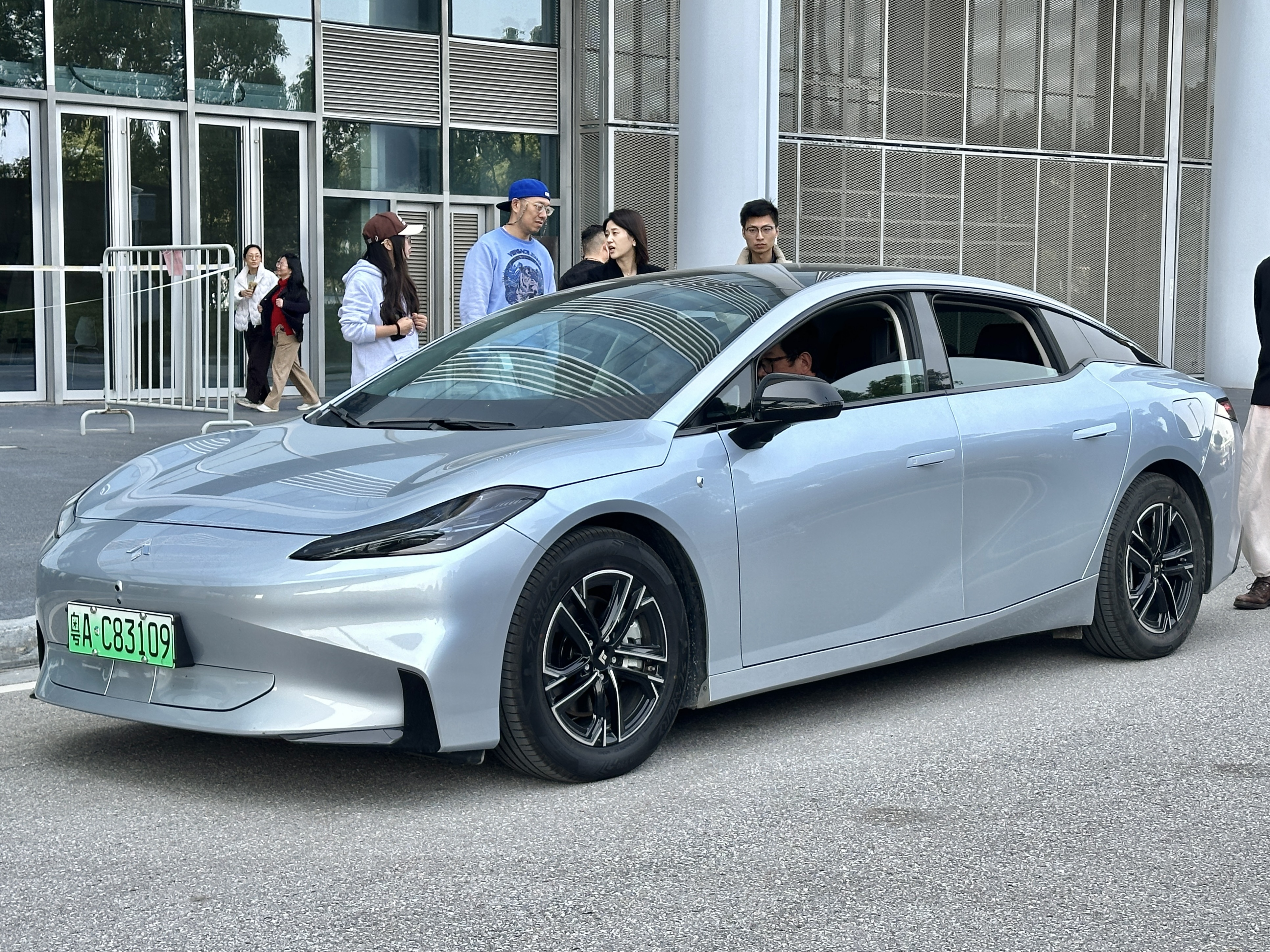
Hypertec GT
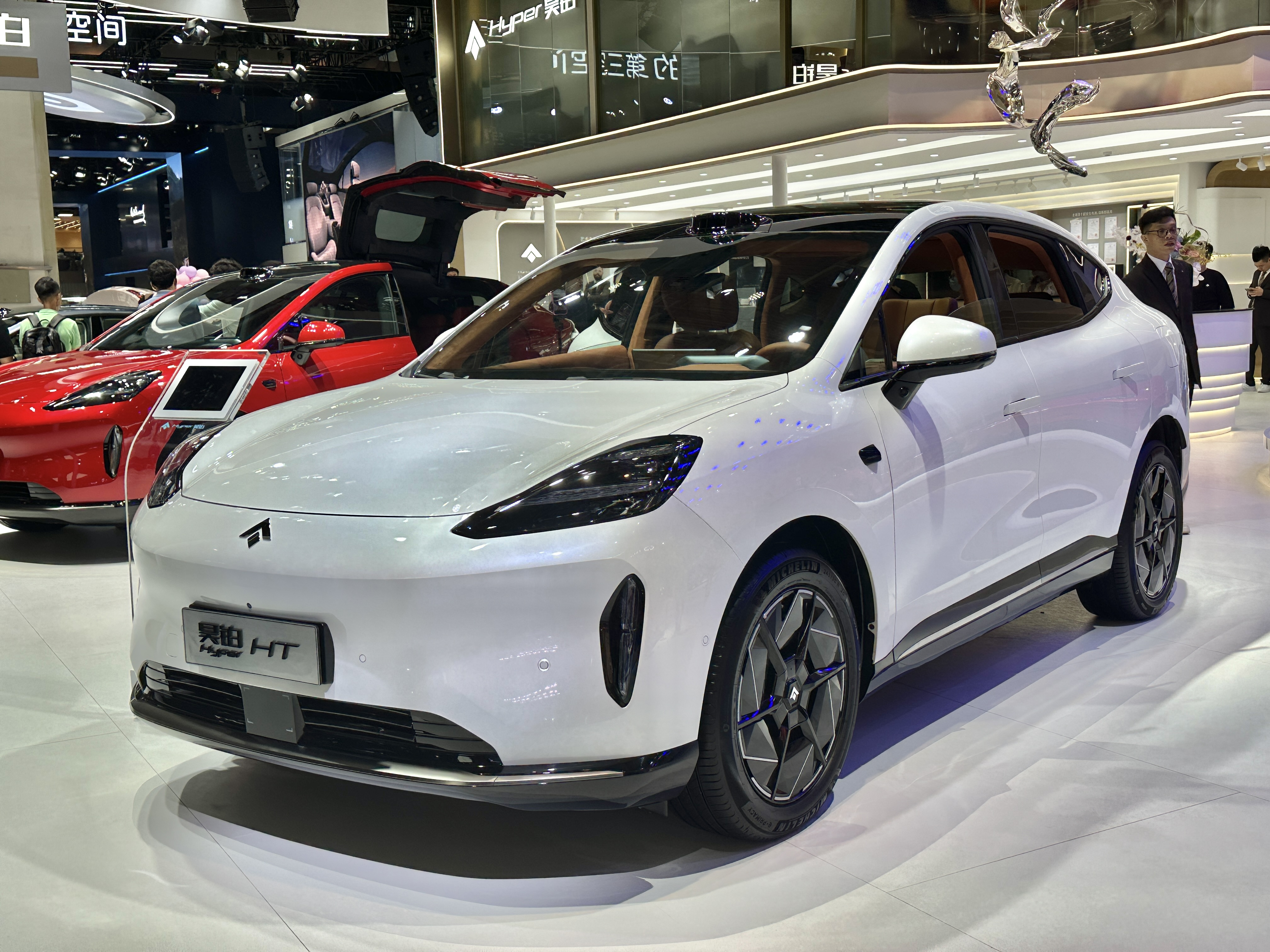
Hyptec HT